# Gouvernement Douglas-Home
 (juin 2023).
Si vous disposez d'ouvrages ou d'articles de référence ou si vous connaissez des sites web de qualité traitant du thème abordé ici, merci de compléter l'article en donnant les références utiles à sa vérifiabilité et en les liant à la section « Notes et références ».

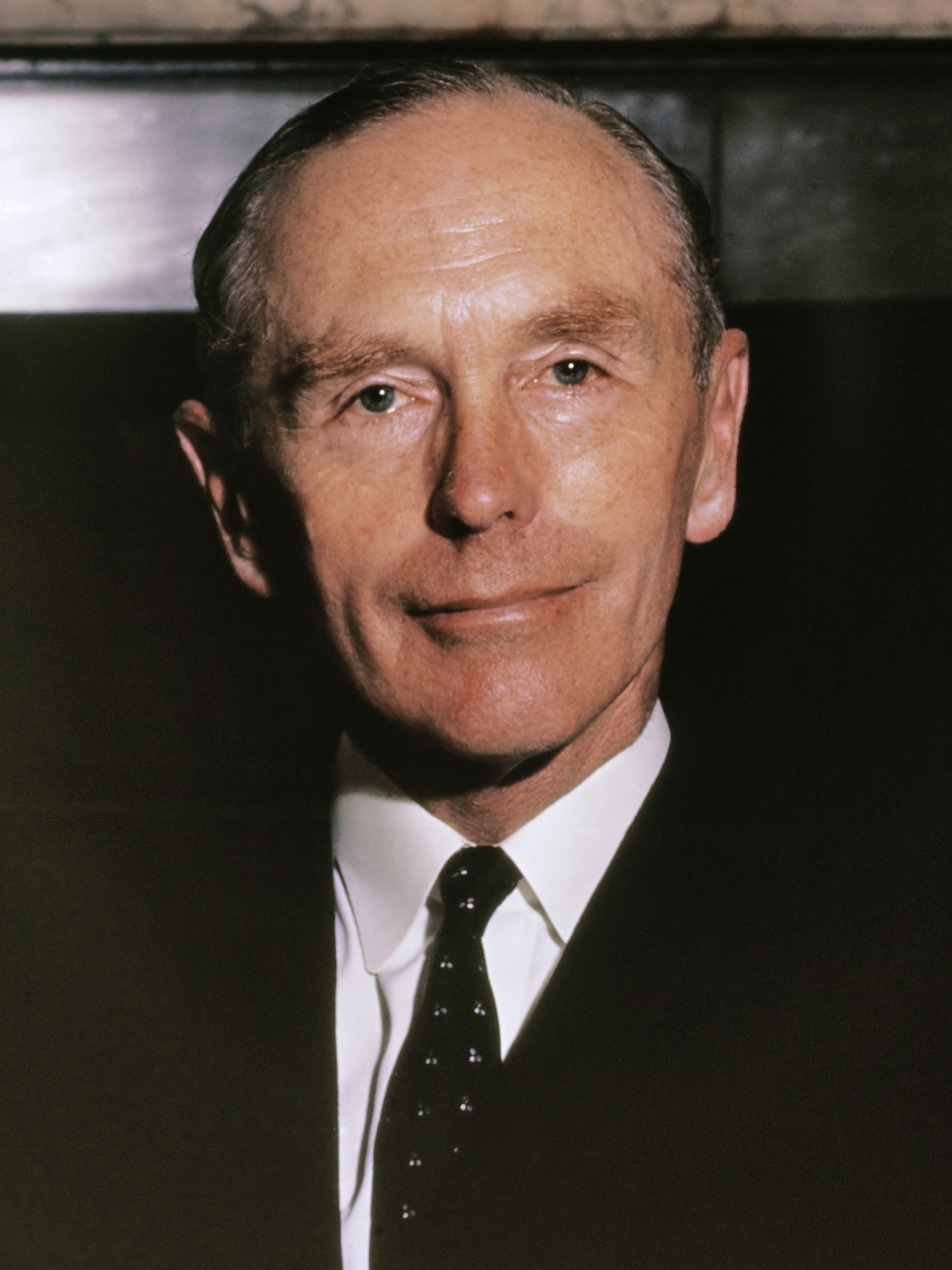
Alec Douglas-Home vers 1963.

Le gouvernement Douglas-Home (en anglais : Douglas-Home Ministry) a été le 78e gouvernement du Royaume-Uni (octobre 1963-octobre 1964).